# فانی والت
فانی والت (به فرانسوی: Fanny Valette) (زاده ۴ ژوئیه ۱۹۸۶) بازیگر فرانسوی است.
در ژانویه سال ۲۰۱۱، او در ویدئویی با تقلید طنز از ترانه ماکس بوبلیل، به نام J'aime les moches ("من دختران زشت را دوست دارم") معروف شد.

## زندگی و شغل
والت کار خود را در اپیزودی از پخش تلویزیونی «مؤسسه» (فردا از سپیده دم)، در ۱۹۹۶ آغاز کرد. در سال ۲۰۰۵، او به دلیل نقش خود در فیلم اورشلیم کوچک، مورد انتقاد شدید قرار گرفت ولی این فیلم جایزه لومیر را در نقش آفرینی بهترین بازیگر نقش اول زن برای او به ارمغان آورد.

## فیلم‌شناسی

### فیلم
- ۲۰۰۵: اورشلیم کوچک
- ۲۰۰۷: مولیر
- ۲۰۰۹: سرگیجه
- ۲۰۱۵: کرایه شب

### تلویزیون
- ۱۹۹۵: یک خانواده برای دو نفر
- ۱۹۹۶: مؤسسه (فردا از سپیده دم)
- ۱۹۹۸: یک ماه تأمل
- ۲۰۰۲: عدالت زن
- ۲۰۰۳: مریلین و فرزندانش
- ۲۰۰۶: خسیس

## جوایز و نامزدها
- ۲۰۰۶: جایزه لومیر برای بهترین بازیگر نقش اول زن
- ۲۰۰۶: جوایز سزار، نامزد بهترین امید بازیگر زن (بهترین امید بازیگر جوان)
- ۲۰۰۶: ستاره‌های طلایی، برنده بهترین زن تازه‌وارد شده به عرصه بازیگری